# Сундбю (станция метро)
Сундбю (дат. Sundby) — наземная станция Копенгагенского метрополитена, расположенная в районе Эрестад, на острове Амагер.

## История
Станция Сундбю была открыта 19 октября 2002 года, совместно с 7 станциями участка между Нёррепортом и Вестамагером линии M1 (станции Нёррепорт, Конгенс-Нюторв, Кристиансхаун, Исландс-Брюгге, ДР-Бюэн, Сундбю, Белла-Сентер, Эрестад и Вестамагер). Станция располагается в районе Эрестад (дат. Ørestad), на острове Амагер. Сундбю первая станция, принадлежащая 3-й тарифной зоне на линии M1 (предыдущая станция ДР-Бюэн входит в 1 транспортную зону).